# Lipstick
| Lipstick   | Lipstick                                    |
| ---------- | ------------------------------------------- |
| Мова       | англійська                                  |
| Рік        | 2011                                        |
| Країна     | Ірландія                                    |
| Виконавець | Jedward                                     |
| Композитор | Dan Priddy Lars Halvor Jensen Martin Larson |
| Поет       | Dan Priddy Lars Halvor Jensen Martin Larson |
| Місце      | 8 місце                                     |
| Балів      | 119                                         |

«Lipstick» — пісня поп-дуету Jedward, що перемогла в національному відборі Ірландії, яка представлятиме країну на конкурсі Євробачення 2011.
Для національного відбору професіоналами були обрані п'ять кандидатів; підсумковий вибір був зроблений так само, як у попередні два роки, за допомогою сумарної оцінки журі і телеглядачами. Втім, думка журі стало означати більше. Пісня була обрана 11 лютого.
| # | Виконавець       | Пісня                   | Композитори                                                                 | Журі (максимум 72) | Телеголосування (максимум 36) | Всього | Місце |
| - | ---------------- | ----------------------- | --------------------------------------------------------------------------- | ------------------ | ----------------------------- | ------ | ----- |
| 1 | Don Mescall      | «Talking With Jennifer» | Ronan Hardiman, Don Mescall                                                 | 44                 | 24                            | 68     | 3     |
| 2 | Jedward          | «Lipstick»              | Dan Priddy, Lars Jensen, Martin Larson                                      | 62                 | 36                            | 98     | 1     |
| 3 | Bling            | «Shine On»              | Patrick Mahoney                                                             | 32                 | 12                            | 44     | 5     |
| 4 | The Vard Sisters | «Send Me An Angel»      | Liam Lawton                                                                 | 36                 | 18                            | 54     | 4     |
| 5 | Nikki Kavanagh   | «Falling»               | Christina Schilling, Camilla Gottschalck, Jonas Gladnikoff, Hanif Sabzevari | 66                 | 30                            | 96     | 2     |